# Rytigynia sambavensis
Rytigynia sambavensis är en måreväxtart som beskrevs av Alberto Judice Leote Cavaco. Rytigynia sambavensis ingår i släktet Rytigynia och familjen måreväxter.
Artens utbredningsområde är Madagaskar. Inga underarter finns listade i Catalogue of Life.